# Sequenza cratonica
Il termine sequenza cratonica si riferisce ad una sequenza litostratografica su vastissima scala che copre un completo ciclo marino trasgressivo-regressivo su un cratone.  Sono note anche come "megasequenze", "supersequenze", "sequenze stratigrafiche", "sequenze di Sloss" o semplicemente "sequenze."
In parole semplici, rappresenta l'evidenza geologica dell'innalzamento e successivo abbassamento del livello marino, con il conseguente deposito di strati di sedimenti sulle rocce primigenie chiamate cratoni.
Le sequenze cratoniche furono proposte per prima volta da Lawrence Sloss nel 1963;  ognuna  rappresenta un periodo di tempo in cui i mari epicontinentali depositavano i sedimenti su un cratone, mentre i margini superiore ed inferiore della sequenza sono legati alla disconformità erosiva del cratone nella fase di regressione marina.

## Causa e cronologia
Queste sequenze possono in parte rappresentare un cambiamento eustatico o globale del livello marino; tuttavia, quando vengono indicate con i nomi propri, di solito si riferiscono al continente Nord Americano.  La causa più probabile di questi cicli è il mutamento nel volume della dorsale oceanica, la quale viene a relazionarsi con i tassi di espansione.  Quando le dorsali medio oceaniche si espandono rapidamente, esse tendono ad essere più lunghe del solito; inoltre, il forte calore solleva la litosfera al di sopra delle dorsali.  Questa litosfera elevata riduce il volume del bacino oceanico e sposta l'acqua sopra i continenti; viceversa, quando il tasso di espansione diminuisce, le dorsali si abbassano, e i mari defluiscono dai cratoni. È anche possibile che altri meccanismi, come la topografia dinamica relazionata alle anomalie di massa del mantello, e la tensione intraplacca relativa agli episodi di tettonica di contrazione e distensione, giochino una loro parte causando significativi sollevamenti tettonici e subsidenza sul cratone.
Ci sono state sei sequenze cratoniche dall'inizio del periodo Cambriano.  Per il Nord America, dalla più antica alla più recente, esse sono: Sauk, Tippecanoe, Kaskaskia, Absaroka, Zuñi e Tejas. Tentativi di identificare sequenze cratoniche equivalenti su altri continenti hanno avuto solo successi limitati, facendo supporre che l'eustatismo non ne sia verosimilmente il solo meccanismo responsabile.